# Heart of Steel
Chansons représentant l'Ukraine au Concours Eurovision de la chanson
Stefania
(2022) Teresa & Maria
(2024)
Heart of Steel (« Cœur d'acier » en anglais) est une chanson de Tvorchi qui représente l'Ukraine au Concours Eurovision de la chanson 2023. Elle sort le 1er décembre 2022, dans le cadre de sa participation à Vidbir 2023, la sélection nationale ukrainienne pour le Concours. 

## Production
Andriy Hutsulyak a commencé à écrire Heart of Steel durant le siège de Marioupol. Il raconte que l'inspiration lui est venue de la résistance ukrainienne aux forces armées russes lors de la bataille d'Azovstal. Les paroles, quant à elles écrites par Jimoh Augustus Kehinde, porte un message incitant à ne pas abandonner face à l'adversité.

## Concours Eurovision de la chanson

### Vidbir 2023
Lors de la diffusion de Vidbir le 17 décembre 2022, Heart of Steel est la dixième et dernière des chansons participantes à être présentée. Classée deuxième par le jury, elle remporte dans un premier temps 9 points. Le public la classe première, avec 54 041 votes. Elle termine donc première du classement général et devient la chanson ukrainienne au Concours Eurovision de la chanson 2023, défendant le pays tenant du titre à Liverpool au Royaume-Uni.

### À l'Eurovision
En tant que tenante du titre, l'Ukraine, avec la chanson Heart of Steel, participe directement à la finale, le samedi 13 mai 2023, et est la 19e à passer sur scène. Tvorchi termine à la 6ème place au classement final.